# Estalagmite

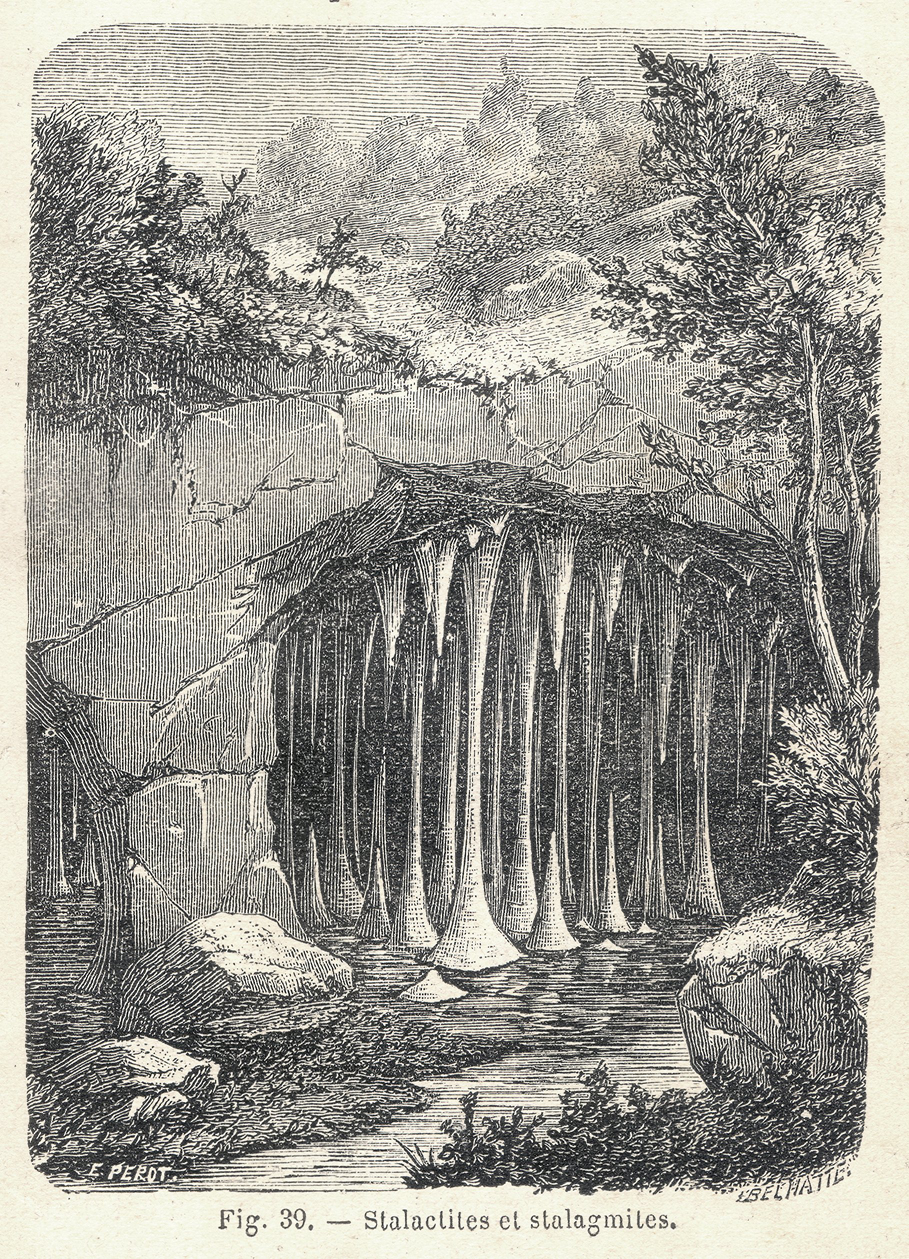
Estalactite (acima) em contato com estalagmites (abaixo), formando colunas

Estalagmite (do grego σταλαγμίτης – stalagmitês, de σταλαγμίας – stalagmias "caindo, gotejando") é um tipo de formação rochosa que sobe do chão de uma caverna devido ao acúmulo de material depositado (precipitação) no chão por gotejamentos no teto. As estalagmites podem ser compostas por lava, minerais, lama, turfa, piche, areia, giserita e hiráceo (urina cristalizada de neotomas).